# James Adamson
James Craig Adamson (Warsaw, 3 de março de 1946) é um ex-astronauta e coronel da Força Aérea dos Estados Unidos, veterano de duas missões espaciais.
Formou-se em engenharia e recebeu a patente de segundo-tenente após cursar a Academia Militar de West Point em 1969 e fez mestrado em engenharia aeronáutica na Universidade de Princeton em 1977. No Exército, qualificou-se como piloto e paraquedista, com cursos de sobrevivência no Ártico e em montanha, além de receber treinamento em armas nucleares. Participou da Guerra do Vietnã como piloto do exército. Em sua carreira militar, acumulou mais de 3000 horas de voo em 30 tipos diferentes de aeronaves.
Entrou para a NASA em 1981, onde trabalhou por onze anos, e foi qualificado como astronauta em 1984. Participou de duas missões ao espaço. Fez seu primeiro voo como especialista de missão da STS-28 Columbia, em 8 de agosto de 1989, uma missão com carga secreta para o Departamento de Defesa dos Estados Unidos. Sua segunda missão foi na STS-43 Atlantis, entre 2–11 de agosto de 1991, para o lançamento do Tracking and Data Relay Satellite.
Retirou-se da NASA em 1992, passando a trabalhar como consultor para a agência e para a indústria aeroespacial, assumindo posteriormente cargos de direção na Lockheed Corporation e na própria NASA, como integrante do Conselho Consultivo da agência.